# Zubiv, Terebovlea
Zubiv (în ucraineană Зубів) este un sat în comuna Rizdveanî din raionul Terebovlea, regiunea Ternopil, Ucraina.

## Demografie
Componența lingvistică a localității Zubiv
     Ucraineană (99,76%)
     Alte limbi (0,24%)
Conform recensământului din 2001, majoritatea populației localității Zubiv era vorbitoare de ucraineană (99,76%), existând în minoritate și vorbitori de alte limbi.